# Cementerio de San Amaro
El cementerio de San Amaro se encuentra en la ciudad española de La Coruña, en Galicia. 

## Ubicación

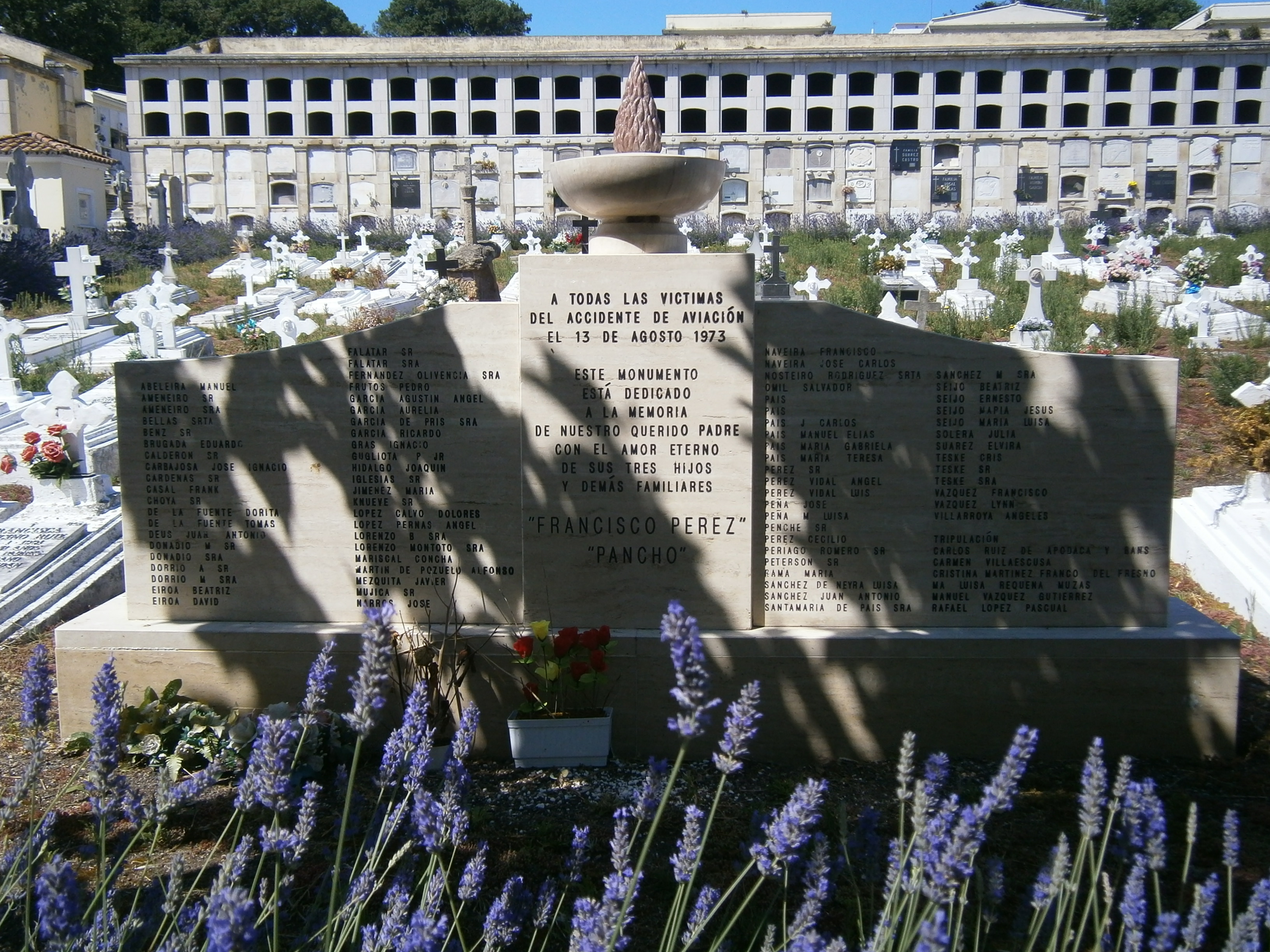
Monumento a las víctimas del accidente del vuelo 118 de Aviaco en el cementerio de San Amaro

Ubicado en la ciudad gallega de La Coruña, frente a las aguas del océano Atlántico, su construcción se remonta a 1812. Entre sus muros se encuentran enterrados Eduardo Pondal, Luis Seoane, Manuel Murguía, Alejandro Pérez Lugín, Manuel Curros Enríquez o Andrés Martínez Salazar.
El 20 de julio de 1981 se incoó expediente para su declaración como monumento histórico-artístico. A la entrada del camposanto se encuentra una ermita homónima.
En este cementerio se encuentran muchos de los cuerpos del accidente del vuelo 118 de Aviaco que se estrelló en la localidad de Montrove el 13 de agosto de 1973.
Entre sus monumentales panteones se encuentra el Panteón González Valerio, realizado en 1896 por el arquitecto Faustino Domínguez Coumes-Gay en estilo Neoclásico, que se encuentra en la parte central del paseo principal del cementerio. En él se encuentran enterrados, entre otros miembros de la familia González-Valerio, los III Marqueses de Casa Ferrandell, Grandes de España, llamados Fernando González-Valerio González-Maroto (El Ferrol 1872- Madrid 1923) -que también fue Senador por Derecho Propio en el Senado en Madrid entre 1918 y 1923- y su mujer Sofía Allones de Roffignac, descendiente del Conde René-Annibal de Roffignac (Angulema, Francia 1740 - Madrid 1807), Grande España de 1ª Clase y Caballero de la Orden de Montesa.

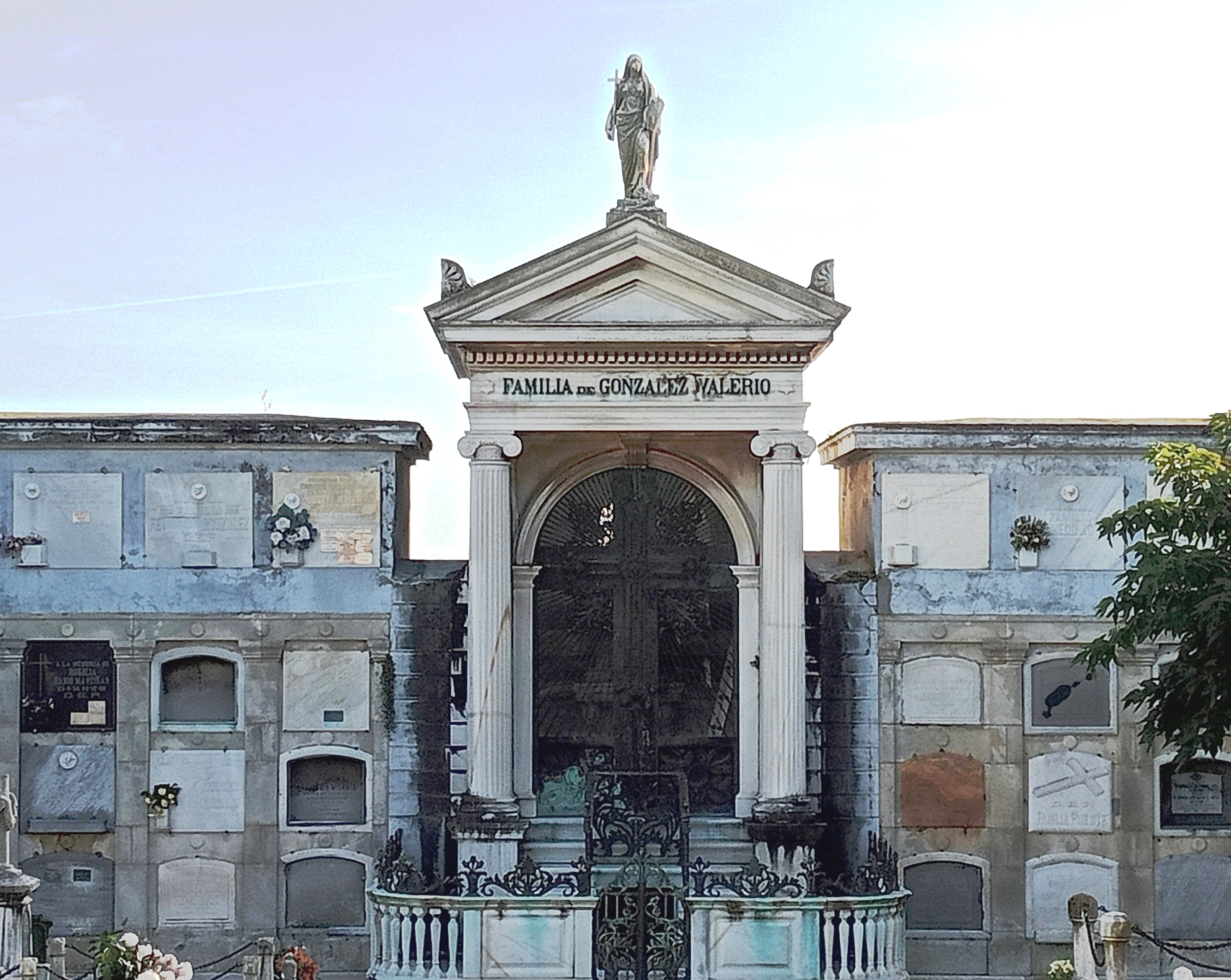
Foto del Panteón González-Valerio del cementerio de San Amaro en el paseo central del cementerio. Proyectado por el arquitecto Faustino Domínguez Coumes-Gay en 1895 en estilo Neo-Clásico. Foto de Gonzalo Fernández de Navarrete González Valerio. 2024

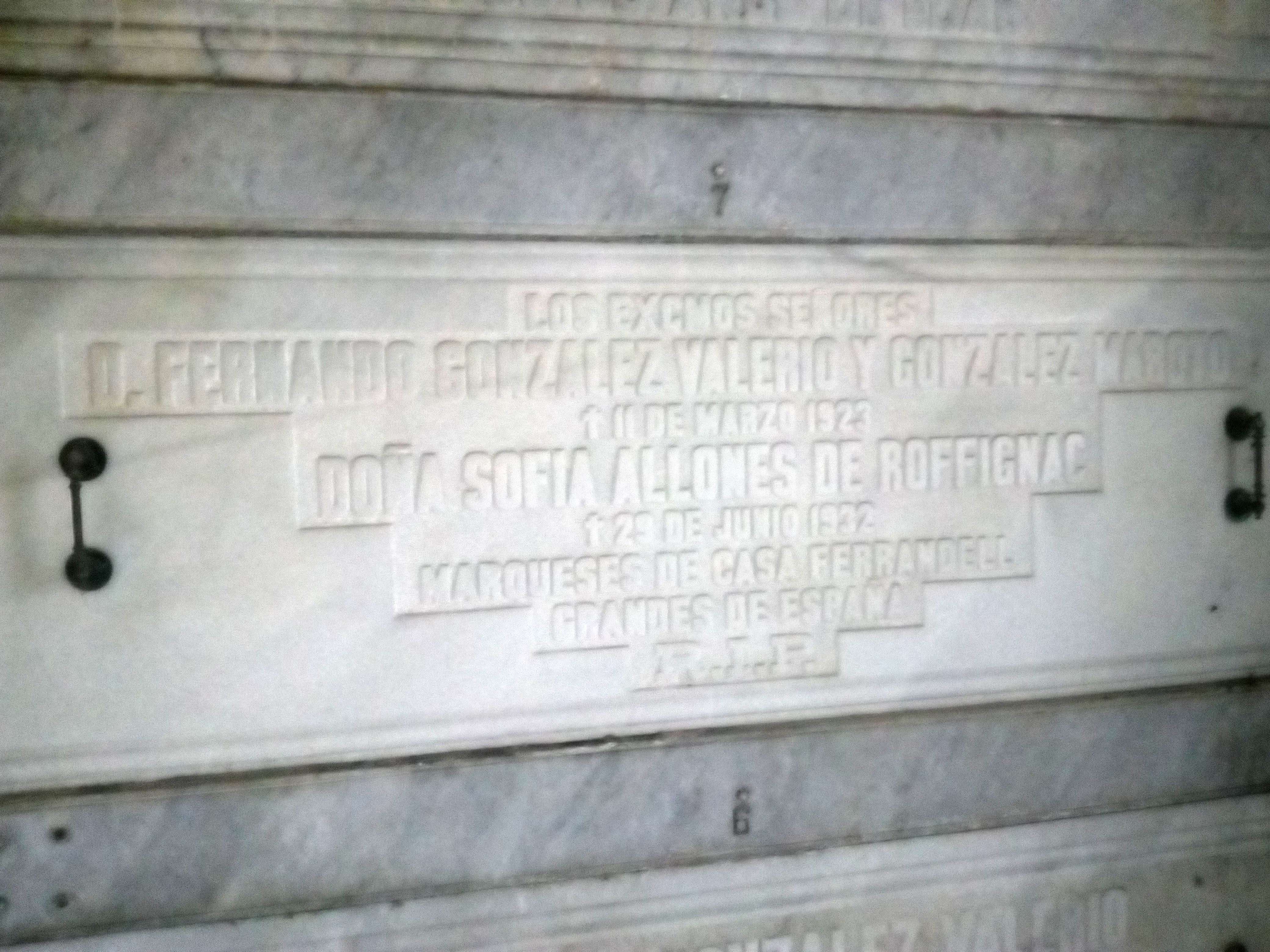
Panteón González-Valerio. Cementerio de San Amaro. La Coruña. Tumba de los III Marqueses de Casa Ferrandell, Grandes de España, llamados Fernando González-Valerio González-Maroto (El Ferrol 1872- Madrid 1923) que también fue Senador por Derecho Propio en el Senado en Madrid entre 1918 y 1923, y su mujer Sofía Allones de Roffignac, descendiente del conde de Roffignac, René-Annibal de Roffignac (Angulema1740-Madrid 1807), Grande de España de primera Clase, Caballero de la orden de Montesa. Foto de Gonzalo Fernández de Navarrete González-Valerio. 2017

También se encuentra enterrada en el panteón González-Valerio, la IV marquesa de Ximénez de Tejada, nieta de los anteriores, llamada Bárbara González-Valerio de Aspe (La Coruña 1946- Madrid 2021).